# Ivan Lupis Vukić
Ivan Lupis Vukić (Viganj, Pelješac, 1876. − Viganj, Pelješac 1967.) je bio prvi hrvatski iseljenički novinar. Smatra ga se i prvim izvjestiteljem iz SAD-a s kraja 19. stoljeća.

## Životopis
- Rodio se je 1876. godine u selu Vignju na Pelješcu. Dio života proveo je u iseljeništvu u Sjevernoj i Južnoj Americi. Autor je brojnih članaka te nekoliko brošura o iseljeničkim temama.

Uređivao je hrvatski iseljenički list Hrvatski glasnik iz Chicaga. Kad je boravio u Hrvatskoj, bio je kustos Iseljeničkog muzeja u Splitu. 
Mome ocu u spomen
Ivan F. Lupis-Vukić rodio se u Vignju na poluotoku Pelješcu 12. veljače 1876. godine. Njegov otac, pomorski kapetan, zvao se Florio, a majka Marija, rođena Ferri. Od 1882. do 1888. pohađao je i završio osnovnu školu u Vignju. Od 1888. do 1891. radio je kao šegrt u Drogeriji Fazinić u Korčuli. Pritisnut teškim ekonomskim prilikama, otac Florio se 1891. godine otisnuo preko oceana u New Orleans i sa sobom poveo svog petnaestogodišnjeg jedinca.
U New Orleansu je dječak Ivan i do 16 sati dnevno teško radio kao poslužnik u salunu i trgovački pomoćnik. Vrlo brzo je shvatio da će teško išta postići bez znanja jezika, pa se potrudio i, uz rad, naučio engleski, a zatim završio i američku večernju školu za knjigovodstvo i stenografiju. Usavršivši svoj engleski, postao je tajnik stenografskog društva, te uz redovan posao počeo i pisati. Od 1892. do 1898. objavio je niz članaka, po procjeni samog autora oko 500, i to pod raznim pseudonimima - Ivan Cvitov, Vuko, John Smith, Vuko Traziga, Cvjetan Vukić, I. C. Vukić, I.F.L., I.F., I.F.L.V., J.F.L.V., I.F.V., V., Vukich, Jedan Za Mnoge, Dalmatinac... Tako se u svojoj sedamnaestoj godini prvi put pojavio u Hrvatskoj zori, listu koji je izlazio u Chicagu, a potom se javljao i u drugim glasilima naših iseljenika: u Slobodi koja je izlazila u Chicagu, Danici i Zajedničaru iz Pittsburgha, Slavjanskoj slozi iz San Francisca, Napretku iz Hobokena. Primjerci tih novina danas su uglavnom izgubljeni. Autor ih je čuvao u svome arhivu, no nažalost, 1914. godine, kada je počeo Prvi svjetski rat, cijeli je arhiv dao na čuvanje u franjevački samostan u Korčuli. Po pričanju I. F. Lupisa-Vukića, franjevac koji je preuzeo arhiv na čuvanje prestrašio se da bi mogao imati neprilika zbog ratnog stanja i spalio ga. Zbog toga je manjkava i sva druga dokumentacija iz tog razdoblja.
Ivan F. Lupis-Vukić nije pisao samo za američke novine, već je svoje dopise slao listovima u domovini. Pisao je za Pučki list, koji je izlazio u Splitu, i zadarski Narodni list, čime je postao naš prvi izvjestitelj iz Sjedinjenih Američkih Država. Njegove članke iz američkog tiska često su prenosili i zagrebački listovi. Najviše je pisao protiv Austrije, čime je utjecao na buđenje nacionalne svijesti među iseljenicima, i aktivno je poticao osnivanje iseljeničkih društava. Najznačajniji njegov doprinos je osnivanje iseljeničkog društva "Narodna hrvatska zajednica" u Pittsburghu 1894, koje se kasnije razvilo u "Hrvatsku bratsku zajednicu".
Osim o iseljeništvu, Ivan F. Lupis-Vukić u svojim je dopisima izvještavao i o političkim zbivanjima u SAD-u. Godine 1894. pisao je o Teslinim pokušajima na izumu "transmisije očinjeg vida" - televizije, a nakon što ga je upoznao, u više je navrata između dva rata i poslije Drugog svjetskog rata pisao o njemu i susretu s njim. U dubrovačkom Pravu i zagrebačkom Obrtniku 1896. je pisao o američkom socijalizmu. Iako je tada imao samo 20 godina, mladi Lupis s iznenađujućom je zrelošću i sposobnošću vrsna novinara iznosio tadašnja vanjska i unutarnja američka politička zbivanja.
U 23. godini života, 1898, odlučio je posjetiti domovinu. Privremeni posjet potrajao je do 1920, tako da se praktički pretvorio u povratak. U početku je s jednim prijateljem otvorio malu tekstilnu trgovinu u gradu Korčuli (1898-1913). Kao povratnik, nije bio nepoznat dalmatinskoj javnosti. U tom je razdoblju razvio široku publicističku i političku aktivnost. Iz domovine je surađivao s iseljeničkim tiskom u SAD-u, sa Slobodnom tribunom, Zajedničarem, Hrvatskim svijetom i s nekim južnoameričkim novinama. Ujedno je bio i stalni suradnik većeg broja domaćih novina, u prvom redu riječkog Novog lista, zadarskog Narodnog lista, splitskog Pučkog lista. Neko je vrijeme uređivao splitski Zadrugar. Njegove članke objavljivali su i dubrovačka Crvena Hrvatska, Jug, Obzor i drugi listovi.
Istaknuvši se svojim neumornim novinarskim i društveno angažiranim radom, Ivan F. Lupis-Vukić je kao svestrani pregalac 1908. izabran za narodnog zastupnika u Dalmatinskom saboru u Zadru. S nepune 33 godine života bio je najmlađi zastupnik Narodne hrvatske stranke. I upravo je taj najmlađi zastupnik u Saboru pokrenuo pitanje zaštite iseljenika. U tu je svrhu održao niz govora i predavanja, koje je Matica dalmatinska objavila u posebnoj brošuri. Slučajno poznanstvo s američkim milijunašem i čudakom Gordonom Bennettom, vlasnikom New York Heralda, donijelo je Lupisu dopisništvo u Bennettovu listu, i to u času kad je izbila europska kriza zbog austrijske aneksije Bosne i Hercegovine 1908. godine. Bennett je sa svojim listom u New Yorku i dopisnicima u svijetu saobraćao brzojavnim putem. Tako je telegrafski uputio svoga dopisnika iz Dalmacije, Ivana F. Lupisa-Vukića, da zatraži intervju od crnogorskog kneza Nikole, koji je Lupis i dobio. To je vjerojatno najduži telegram koji je ikada otpremljen s Cetinja, pa još i preko Atlantika u Ameriku.
Preko svog prijatelja Frana Supila, s kojim je godinama surađivao, Lupis je došao u vezu s eminentnim britanskim publicistima i povjesničarima R.W. Seton-Watsonom, profesorom moderne povijesti na londonskom sveučilištu, specijalistom za srednju Europu, i H.W. Steedom, urednikom londonskog Timesa. Preko njih se povezao i započeo suradnju s nizom najuglednijih britanskih novina i časopisa, na čijim je stupcima oštro kritizirao osvajačku i imperijalističku politiku bečkih i peštanskih vlastodržaca. Steed je omogućio Lupisu da izvještava za londonski Times o tijeku veleizdajničkog procesa u Zagrebu 1909. godine. U velikoj hajci protiv zaslužnog političara Frana Supila, Ivan F. Lupis-Vukić je preko britanske štampe upoznao javnost s istinom i njezinom političkom pozadinom. Zahvaljujući nastojanjima Seton-Watsona, Lupisova aktivnost u britanskom tisku s vremenom se sve više intenzivirala i širila. Uz stalnu suradnju s Timesom, počeo je surađivati i s časopisima The Nation i The Spectator.
Želeći glasovitog povjesničara pridobiti na našu stranu i potaknuti ga da se za našu stvar založi u Britaniji i svijetu, Ivan F. Lupis-Vukić je u razdoblju od 1909. do 1914. detaljno informirao Seton-Watsona o problemima i događajima u domovini. Pored ostalih, Lupis je svojim pisanjem o prilikama u Hrvatskoj uspio navesti norveškog nobelovca, književnika i političara B. Björnsona, da u londonskom Timesu, pariškom Tempsu i drugim europskim listovima osudi nasilje u Hrvatskoj. Val hapšenja u Austriji nakon napada na Srbiju zahvatio je i Lupisa, koji je 1914. upućen u mariborsku tamnicu, a 1916. poslan u vojsku, s tim da će mu se za djela veleizdaje i špijunaže suditi poslije rata.
Po svršetku rata, zauzimanjem Ante Trumbića i Josipa Smodlake, članova jugoslavenske delegacije na Mirovnoj konferenciji u Parizu 1919. godine koji su se zalagali za oslobođenje i ujedinjenje Jugoslavena u jednu državu, za izvjestitelja s konferencije izabran je Ivan F. Lupis- Vukić, član Presbiroa Ministarstva inostranih poslova. Tako je otputovao u Pariz, a iz Pariza je, kao dopisnik vodećih britanskih i američkih novina, često odlazio u London. Dokazivanjem slavenskog karaktera Istre i Dalmacije i traženjem da one pripadnu Jugoslaviji, u nizu značajnih članaka oštro je ustao protiv izvršenja tajnog ugovora. Od svih članaka po važnosti se posebno ističe "Ključ rješenja problema Rijeke" ("Suggested Key to Fiume Problem"), koji je objavljen na prvoj stranici londonskog Timesa od 17. prosinca 1919, tik uz uvodnik glavnog urednika H.W. Steeda.
Lupisovu angažmanu u Parizu svojim su se doprinosima odazvali i naši iseljenici, posebno brodovlasnik Miho Mihanović i industrijalac Pasko Baburica. Njihova iseljenička organizacija, "Jugoslavenska narodna obrana", bila je financijski jaka i potpuno neovisna te je izdašno podržala djelovanje Jugoslavenskog odbora u Londonu. Od prikupljenih sredstava poslije rata je u Splitu, pod vodstvom Lupisa, osnovan Jugoslavenski biro za informaciju inostranstva. Biro je izvještavao strani tisak o ekonomskim, političkim i kulturnim pojavama kod nas, a naš domaći o raznim akcijama u svijetu uperenima protiv interesa naše zemlje. Na toj je funkciji 1929. upoznao G.B. Shawa. Izjavu koju je tom prilikom dao Shaw, a u kojoj ima kritike vlasti, uspio je objaviti tek 1950. godine u zagrebačkom časopisu Republika.
Godine 1920. Ivan F. Lupis-Vukić ponovo je otputovao u Ameriku, najprije u Južnu a zatim u Sjevernu. Već sljedeće, 1921, preuzeo je pitsburški Hrvatski glasnik, prenio ga u Chicago i uređivao od 1921. do 1926. godine. Posvećen političkom, ekonomskom i društvenom odgoju iseljenika, Hrvatski glasnik je postao jedno od najboljih iseljeničkih glasila na koje nisu bili pretplaćeni samo Hrvati i drugi Jugoslaveni u Americi, nego i u Australiji, Novom Zelandu i Africi. Godine 1927. posjetio je iseljeničke naseobine na zapadu SAD-a, o čemu je kasnije objavio knjigu Među našim narodom u Americi (Split, 1929).
Godine 1929. još je jednom preplovio ocean i otišao među naše iseljenike u Južnu Ameriku - u Boliviju, Peru, Chile, Argentinu, sve do Ognjene Zemlje. U razdoblju od 1929. do 1932. prikupio je vrijedne podatke o životu i radu naših iseljeničkih naseobina na tom kontinentu i preuzeo arhivske materijale Jugoslavenske narodne obrane, koje je prenio u Split.
Kada se 1932. vratio u domovinu, neumorni Lupis je prihvatio cijeli niz funkcija, koje je sve s jednakim žarom i marom obnašao. Bio je upravitelj Iseljeničkog biroa, voditelj splitskog ogranka Informativno-posredovnog biroa za iseljenike povratnike, kustos splitskog ogranka Iseljeničkog muzeja i arhiva, član Izvršnog odbora Jadranske straže, Oblasnog odbora Jugoslavenske Matice i Jugoslavenskog novinarskog udruženja, predsjednik Društva prijatelja Velike Britanije i Amerike. U tom je razdoblju, sve do 1941, živio u Splitu i, uz sve nabrojene funkcije, bio je još i stalni suradnik splitskog Novog doba, član uredništva časopisa Nova Evropa i niza drugih listova.
Osim o iseljeništvu, između dva rata je pisao o domaćoj i međunarodnoj politici, zadrugarstvu, pomorstvu, turizmu i dr. Pisao je i putopise te prevodio odlomke iz beletrističkih djela. Prisno prijateljstvo vezalo ga je za Louisa Adamiča, čija je djela prikazao u više domaćih novina, a neke je dijelove i preveo.
Pod optužbom da u svojoj kući u Vignju preko radio stanice šalje izvještaje u Veliku Britaniju, Talijani su ga 1941. godine uhitili i odveli u Split, koji ja tada bio pod talijanskom okupacijom. Na suđenju mu je ponuđen izbor: zatvor u Italiji ili doživotni izgon s talijanskog teritorija. Lupis je izabrao izgon i vratio se u rodni Viganj na Pelješcu, koji je tada bio u sastavu NDH.
Od 1946. do smrti 1967. godine živio je u Splitu. Ostavši bez sredstava za život, u poslijeratnoj nestašici zaposlio se kao profesor engleskog jezika u Prvoj muškoj gimnaziji i Državnoj trgovačkoj akademiji. Istovremeno je pisao za domaći i iseljenički tisak i uglavnom objavljivao u Slobodnoj Dalmaciji", Bračkom zborniku, Jugoslavenskom mornaru, Našem moru, Pomorstvu, Republici, Vjesniku u srijedu, Matici, Zajedničaru"(SAD) i londonskom Timesu.
Veći dio svog arhiva ustupio je Nacionalnoj i sveučilišnoj knjižnici u Zagrebu, dio Sveučilišnoj knjižnici u Splitu i dio Zakladi Karlo Grenc, također u Splitu. Institut za hrvatsku povijest Sveučilišta u Zagrebu i Britanska akademija izdali su1976. godine dvije knjige korespondencije R.W. Seton-Watson i Jugoslaveni, u kojima prevladava Lupisova prepiska sa Seton-Watsonom. Njihovo iskreno prijateljstvo i uzajamno povjerenje trajalo je od 1909. do Seton-Watsonove smrti 1928. godine.
Glavna tema i izvor entuzijazma u Lupisovu političkom i publicističkom radu prvenstveno je bilo iseljeništvo. Po riječima Iva Mihovilovića, "to je i početak njegovog javnog djelovanja u gotovo dječačko doba. To će ga preokupirati i kasnije, sad više sad manje intenzivno, ali ipak sve do smrti."
Mara Pilković rođ. Lupis